# Jan Flis
Jan Flis (ur. 20 lipca 1912 w Nowym Sączu, zm. 9 grudnia 1993 w Krakowie) – polski geograf, specjalista z zakresu geografii ziem górskich i dydaktyki geografii.

## Życiorys
Gimnazjum i liceum ukończył w rodzinnym Nowym Sączu. W roku 1935 został absolwentem Wydziału Filozoficznego Uniwersytetu Jagiellońskiego w zakresie geografii i pedagogiki. Jeszcze w czasie studiów, od roku 1933, pracował jako młodszy asystent w Katedrze Geografii UJ. Po ukończeniu studiów uzyskał stopień magistra filozofii w zakresie geografii oraz dyplom nauczyciela szkół średnich i zawodowych. Po studiach zrezygnował z asystentury, został nauczycielem geografii w gimnazjum i liceum w Starachowicach, a następnie w Liceum im. J. Zamoyskiego w Warszawie. Równocześnie z pracą nauczycielską pracował w warszawskim Biurze Planowania Regionalnego Ziem Górskich oraz w Redakcji Słownika Państwa Polskiego i Krajów Sąsiednich. W roku akademickim 1938–1939 był asystentem w Katedrze Antropologii Uniwersytetu Warszawskiego.
We wrześniu 1939 r. zmobilizowany, jako kanonier w 9 pułku artylerii ciężkiej uczestniczył w walkach w obronie Lwowa. Po kapitulacji przedostał się na Węgry, gdzie został kierownikiem gimnazjum i liceum, w harcerskim obozie polskiej młodzieży w Samloszolles-Sziko. Z Węgier przedostał się wraz z grupą młodzieży do Hajfy w Palestynie, gdzie wstąpił do Samodzielnej Brygady Strzelów Karpackich. Wraz z tą brygadą odbył kampanię libijską, obejmującą Tobruk, Gazelę i Bardię. Po ukończeniu szkoły podchorążych został przeniesiony do 2 Korpusu Wojska Polskiego i odbył wraz z nim kampanię włoską, obejmującą Sangro, Monte Cassino, Ankonę, Rimini i Bolonię.
Pierwsze lata po wojnie spędził w Wielkiej Brytanii, do Polski powrócił w 1947 roku. Przez rok był nauczycielem i dyrektorem w szkołach zawodowych w Nowym Sączu. Następnie kontynuował pracę naukowo-dydaktyczną jako starszy asystent w Instytucie Geografii UJ, współpracował z krakowskimi uczelniami: Akademią Górniczo-Hutniczą i Wyższą Szkołą Pedagogiczną, obecnie Uniwersytet Komisji Edukacji Narodowej w Krakowie (UKEN). W 1950 uzyskał stopień doktora, a w 1956 – docenta. Od 1960 roku był kierownikiem Katedry Geografii Fizycznej WSP, następnie kierownikiem Zakładu Metodyki Geografii WSP (obecnie Zakład Dydaktyki Geografii). W 1970 roku uzyskał tytuł prof. nadzwyczajnego nauk o Ziemi.
Autor wielu podręczników, m.in. Kartografia w zarysie, Szkolny słownik geograficzny, Wstęp do geografii fizycznej, Pojęcia i ich kształtowanie w toku nauczania geografii w szkole ogólnokształcącej. Młodzież szkolna znała go jako autora Szkolnego słownika geograficznego i organizatora olimpiad geograficznych. Był znany z przenikliwości obserwacji, precyzji wypowiedzi i wielkiej dbałości o język polski.
W uznaniu zasług w obu kampaniach wojennych otrzymał szereg odznaczeń wojskowych, polskich i zagranicznych: The Africa Star, Krzyż Walecznych za męstwo w bitwie pod Monte Cassino, Krzyż Pamiątkowy Monte Cassino, Srebrny Krzyż Zasługi z Mieczami za szkolenie zwiadowców, Medal Wojska, The Italy Star, Defence Medal, oraz War Medal.
Za pracę naukową i społeczną w Polsce otrzymał wiele odznaczeń i wyróżnień: Złoty Krzyż Zasługi, Krzyż Kawalerski Orderu Odrodzenia Polski, tytuł Zasłużony Nauczyciel PRL, Medal Komisji Edukacji Narodowej, Medal PTG, Złotą Odznakę PTG, Złotą Odznakę Przyjaciół ZHP, Złotą i Srebrną Odznakę „Zasłużony Działacz LOK” i honorowe członkostwo PTG.
Został pochowany w Krakowie na cmentarzu Rakowickim.